# 奧斯特羅維利尼亞湖
55°41′17″N 30°54′08″E / 55.68806°N 30.90222°E
奧斯特羅維利尼亞湖（俄语：Островильня），是俄羅斯的湖泊，位於該國西北部，由普斯科夫州負責管轄，處於烏斯維亞特區，面積1.6平方公里，集水區面積60平方公里，平均水深2米，最大水深4米。